# Garin de Toul
Garin est le quarante-neuvième évêque de Toul, de 1228 à 1230.

## Biographie
Garin est élu à la suite de l'évêque Eudes II de Sorcy, malgré ses grandes réticences. Il passa son épiscopat à solliciter le chapitre à accepter sa démission, se jugeant trop faible pour assumer la charge d'évêque.
Les chanoines finirent par y consentir, mais lui demandèrent avant d'excommunier les seigneurs de Vaucouleurs qui avaient pillé le village d'Ouches, appartenant au chapitre.
Garin se retira ensuite dans l'abbaye Saint-Èvre où il finit ses jours comme moine.